# Hussards de la Mort
Pour les articles homonymes, voir Hussard (homonymie).
Les Hussards de la Mort est un escadron constitué pendant la Révolution française.

## Création et différentes dénominations

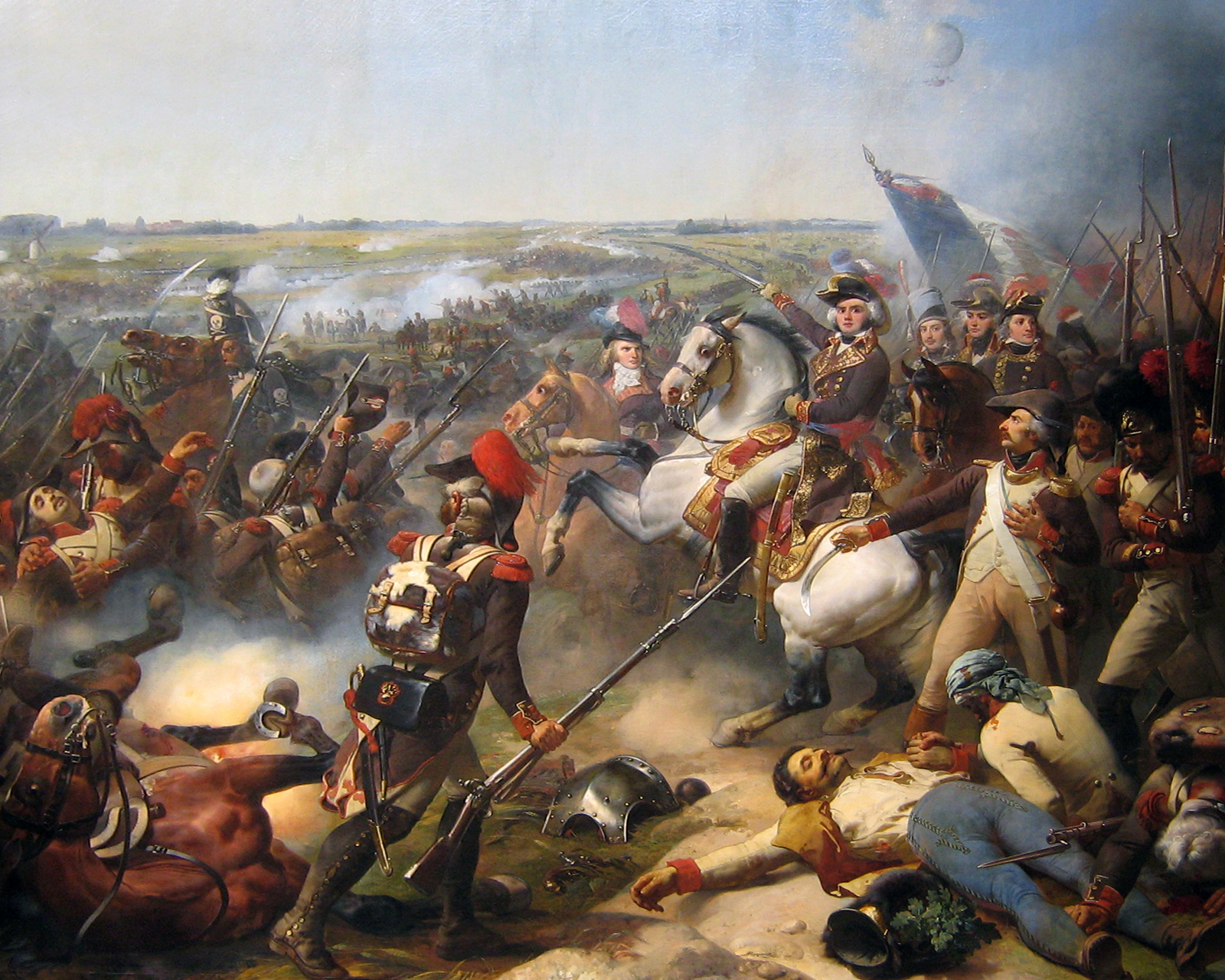
Un Hussard de la Mort (à gauche) sur ce tableau représentant la bataille de Fleurus.

- 12 juin 1792 : l’escadron est créé par l'Assemblée nationale et est constitué de près de 200 volontaires parisiens. En juillet, Kellermann organise, sous le nom de « Hussards de la Mort », une compagnie franche composée de volontaires du département du Nord. Ces volontaires, appartenant pour la plupart à des familles aisées, furent montés avec des chevaux provenant en grande partie des Écuries du Roi[1],[2]
- 5 mars 1793 : Les rescapés de l’escadron sont réunis au 14e régiment de chasseurs à cheval par décret de la Convention.
- 25 avril 1793 : Dissolution de l'escadron.

## Uniforme
- flamme du bonnet : noir
- collet : noir
- dolman : noir
- pelisse : noir
- parement : noir
- tresses : blanc
- culotte : noir

Le motif d'une tête de mort avec deux tibias croisés était posé sur le mirliton, la sabretache et aux avant-bras. L'uniforme était inspiré de celui des hussards « Totenkopfs » prussiens.
Même après leur reversion dans le 14e régiment de chasseurs à cheval, ils conservèrent cet uniforme.

## Devises
Vaincre ou mourir, La liberté ou la mort ou Vivre libre ou mourir

## Théâtres d'opération
- Bataille de Valmy (20 septembre 1792)
- Bataille de Fleurus

## Source
Les Hussards français, Tome 1, De l'Ancien régime à l'Empire édition Histoire et collection
1. ↑  Historique du 14e Chasseurs, Service Historique de la Défense
2. ↑  La Cavalerie pendant la Révolution, Desbrières et Sautai, 1907.